# Московский народный банк

Циркулярное письмо № 31 Правления Московского Народного Банка

Моско́вский Наро́дный Банк — российский банк, был учреждён на основании Устава, утверждённого Министерством финансов Российской империи 3 (16) марта 1911 года (опубликован в Собрании указов и распоряжений Правительства России 29 сентября (12 октября) 1911), открылся в Москве 9 (22) мая 1912.

## История
Идея создания подобного банка возникла на 1-м Всероссийском съезде представителей кооперативных учреждений, в 1908 году, и была поддержана впоследствии ежегодными съездами кооператоров. Цель создания и деятельности Московского Народного Банка была определена как «доставлять денежные средства учреждениям мелкого кредита и всякого рода кооперативным предприятиям для облегчения их оборотов».
Руководящим органом Банка определялось Правление, которое находилось в Москве, контролирующим — Совет. Основной капитал Банка при его учреждении составлял 1 млн рублей, разделенных на 4 000 акций номиналом в 250 рублей.
Учредителями выступили: видный деятель кооперативного движения Н. П. Гибнер, председатель комитета сельских сберегательных товариществ, дворянин В. А. Перелешин, инженер-агроном П. А. Садырин, ученый агроном В. И. Анисимов, крестьянин-депутат Государственной думы I созыва от Московской губернии А. П. Павлов, статские советники Е. Д. Максимов, А. В. Васильев, И. П. Грундский, крестьянин А. П. Павлов.
Первым председателем совета стал Н. П. Гибнер, председателем правления стал В. А. Перелешин, заместителями — купец А. Н. Балакшин, А. Н. Анцыферов и Т. И. Буйнов.
Первоначально здание банка находилось на улице Мясницкой в Москве. В 1912 году открыл двери для широкой публики офис на Большой Дмитровке в доме № 4. Отделения банка были образованы во всех уездных городах Московской губернии.
Управление банком осуществлялось в соответствии с принципами кооперации. В соответствии с уставом, Совет банка на 2/3 должен был состоять из представителей кооперативов. В общем собрании акционера не могли иметь более 5 голосов, вне зависимости от количества акций.
Московский народный банк заключил соглашение с Московским союзом потребительных обществ, в соответствии с которым банк закупал удобрения, сельскохозяйственные машины и семена. Банк участвовал в создании кооперативных объединений, занимающихся закупкой и сбытом различных товаров.
С 1912 года Московский Народный Банк стал основным координатором по ипотечному кредитованию в России и находился во главе системы учреждений мелкого кредита.
Московский Народный Банк имел 12 отделений, агентств и комиссионерств в различных городах Европейской части России, в Сибири, на Дальнем Востоке и на Кавказе, в том числе в Петрограде, Владивостоке, Перми, Тифлисе, Иркутске, Самарканде, Ташкенте и Бухаре.

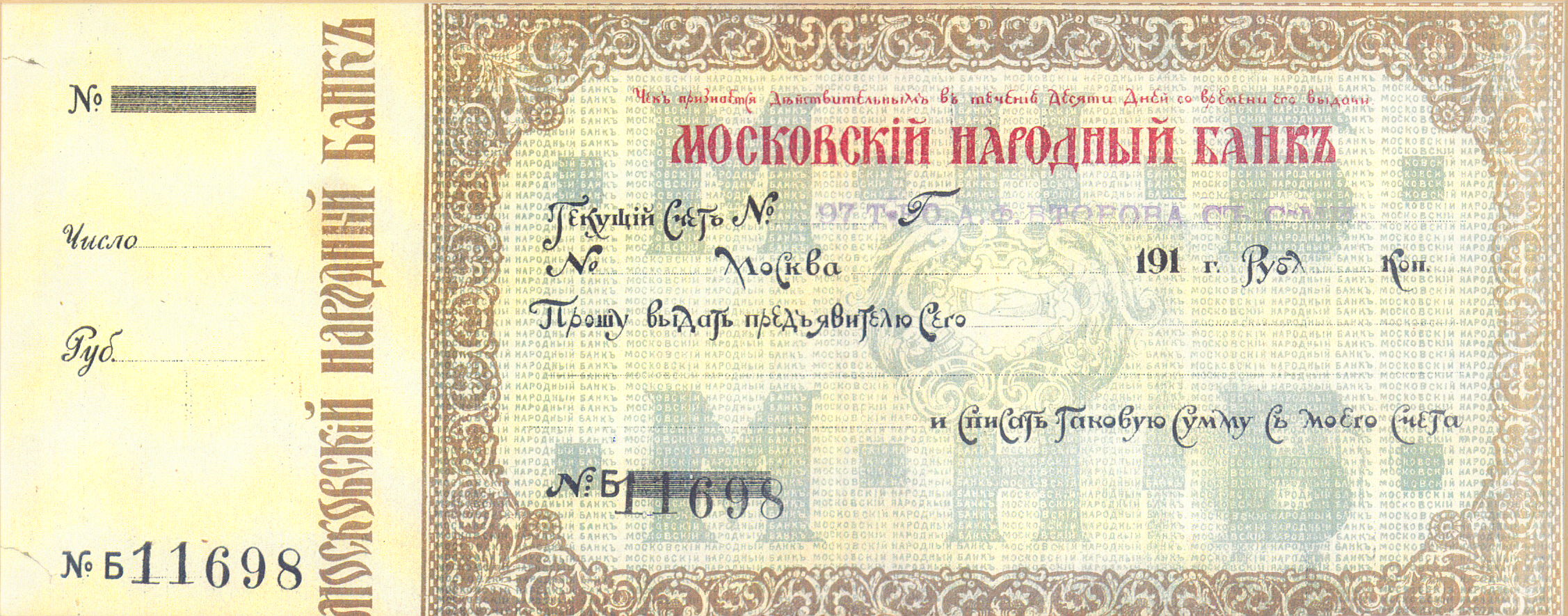
Чек Московского Народного Банка 1910-х годов

Были учреждены агентства в Лондоне (1915 год) и Нью-Йорке (1916 год). В 1916 году лондонское агентство преобразовано в полноценный филиал.
Оборот банка к 1916 году вырос до 1,2 млрд руб.
К 1917 году собственные средства банка составляли 4 млн рублей.

### Ценные бумаги
Изначально складочный капитал банка состоял из 4000 акций номиналом 250 рублей каждая. Банк имел право начинать операции лишь через 6 месяцев после публикации изначального устава. Московская контора Государственного банка должна была получить взносы не менее 50 % номинала, то есть в совокупности 500 тысяч рублей. При взносе 50 % с нарицательной цены акций владельцам ценных бумаг выдавались временные свидетельства, после погашения полной суммы — выдавались сами акции. Банку запрещалось покупать и продавать собственные акции,  а также принимать из в залог.
Временные свидетельства были именными, и их передача иному лицу разрешалась лишь с разрешения совета банка. Если по временному свидетельству платежи не вносились вовремя, назначалось пени из расчета 5 % в год. Если платежи не вносились в течение двух недель, то в номера данных бумаг публиковались в «Правительственном вестнике», а акционеры уведомлялись о предстоящей продажи бумаг. Если же просрочка составляла более 1 месяца, бумаги продавались. При этом предыдущие свидетельства гасились, выпускались новые с тем же номером, уже на нового владельца и пометкой о том, что бумаги выданы взамен неоплаченных временных свидетельств. Часть суммы от продажи бумаги возвращалась бывшему владельцу, часть шла на погашение издержек и на дополнение взноса.
Все акции были именными. Они вырезались из книг, в которых оставались талоны с номерами, идентичными номерам акций. К каждой акции прилагался купонный лист на получение дивидендов в течение 10 лет. По прошествии этого срока выдавался новый купонный лист.
Продажа акций производилась с обязательным информированием правления банка. Приоритетными покупателями ценных бумаг были кооперативные товарищества, потом уже остальные акционеры. В случае, если акции не были приобретены в течение месяца, правление банка имело право продать бумаги третьим лицам. В случае смерти владельца акций, все ценные бумаги переходили к наследниками. Акции, при этом, не могли быть раздроблены.
Банк выпускал срочные процентные обязательства (облигации), выдаваемые на предъявителя. Сумма могла быть от 300 рублей до полной суммы кредита. Срок действия облигаций, выданных под залог товаров, на три месяца дольше, чем срок кредита. Если же залогом выступали ценные бумаги, то срок облигации был длиннее на один месяц. Если заемщик не гасил кредит в течение недели после даты платежа, то заложенное имущество продавалось на аукционе.
Билеты банка на внесенные суммы, акции и облигации выдавались на бланках, отпечатанных в Экспедиции заготовления государственных бумаг. Подделка строго каралась законом. Билеты банка, акции и облигации могли быть предметом залога, при этом их стоимость устанавливал министр финансов.

### Операции банка
- Выдача ссуд и кредитов на  срок не более 9 месяцев. Залогом могли быть: государственные ценные бумаги, паи, акции, закладные листы и облигации. Учитывалось лишь 90% их биржевой цены. Подтверждением платежеспособности заемщика также могли быть коносаменты, свидетельства товарных складов, квитанции транспортных контор, пароходных товариществ и железных дорог. При этом учитывалось лишь 2/3 стоимости товара. Если же кредит выдавался на срок не более 2 месяцев, то учтенный при исчислении товар мог составлять уже 80% от суммы кредита.Товар должен был быть застрахован на сумму, на 10% превышающую размер ссуды на срок, минимум на месяц превышающий срок ссуды. При этом товар не должен был быть легко портящимся, и ему должно быть обеспечено безопасное хранение.Ссуды выдавались под залог драгоценных металлов и ассигновок на золото, при этом учитывалось 90% узаконенной, а не биржевой стоимости[2]. Если заемщик не выполнил обязательств перед третьими лицами, заложенные в Московском народном банке металлы, товары, коносаменты и прочее могли быть продаваемы только после погашения всей суммы займа банка.
- Прием платежей по векселям, выпущенным банком, также платежи со счетов владельцев хранящихся в банке средств.
- Перевод денег везде, где находились филиалы банка или его комиссионеры.
- Приобретение государственных бумаг, акций, облигаций, закладных листов и  паёв. Сумма покупки не должна была превышать 20% от капитала банка.
- Покупка различных товаров за счет третьих лиц. При этом, банк принимал комиссионную предоплату. Сумма сделки не должна была превышать 20% складочного капитала банка. Список приобретаемых товаров утверждался Министерством Финансов.
- Продажа и покупка драгоценных металлов в монетах и слитках, ассигновок на золото. Ассигновки оставались в банке до момента получения металла с монетного двора или до выкупа их заемщиками.
- Выдача переводных билетов, векселей и кредитивов как внутри Российской Империи, так и за её пределами.
- Покупка и продажа векселей внутренних и заграничных. Вексель должен быть заверен минимум двумя подписями.
- Покупка и продажа за свой счет облигаций, закладных листов, выпускаемых акционерными обществами, земствами, городами.
- Открытие подписки на городские, земские и общественные займы, акции, облигации и закладные листы, чей выпуск разрешен правительством страны.
- Прием на хранение различных ценных бумаг.
- Прием срочных и бессрочных вкладов. Билеты о приеме вкладов выдавались на сумму не менее ста рублей.
- Перезалог в Государственном банке и других кредитных организациях принятых в залог ценных бумаг. При этом стоимость перезакладываемых бумаг не должна превышать размер ссуды[6].
- Приобретение недвижимости разрешалось только в двух случаях: для нужд банка и тогда, когда это имущество должно было быть гарантией возврата кредита неимущим должником. В случае, если заемщик не расплачивался по кредиту, недвижимое имущество должно было быть продано в течение года.
- Общий объём взятых на себя обязательств банка (принятые суммы на вклады, векселя, облигации) не должны были превышать собственный капитал банка более, чем в 5 раз.

### Управление банком
Управление Московским народным банком осуществляли правление и совет. Правление находилось в Москве и состояло минимум из трех людей : председателя и двух членов, которые выдвигались советом и выбирались собранием акционеров. Каждый член правления должен быть владельцем не менее 10 акций банка. При этом эти ценные бумаги хранились в кассе банка все время его пребывания в должности. Члены правления избирались на три года, при этом каждый год кто-то из членов правления выбывал. Для определения этого лица использовался жребий. Первый состав членов правления, установленный после создания банка, действовал весь установленный срок. Если кто-то из членов совета выбывал, на его должность выбиралось другое лицо, но лишь на остаток срока полномочий.
Правление собиралось не менее одного раза в неделю. Все решения принимались путем голосования по принципу большинства голосов. Правление занималось обменом временных свидетельств на акции, книги и внесенные по акциям суммы.
На правлении лежали обязанности по управлению всеми расчетами банка, делопроизводством, приемом на работу и увольнением сотрудников, определением размера заработной платы.
Правление устанавливало список ценных бумаг, под залог которых банк мог выдавать кредит.
Правление подготавливало и выносило на обсуждение совета смету расходов на будущий год. Вектор развития банка устанавливался именно правлением.
Комиссию за совершение операций, удерживаемую банком, устанавливало правление.
Совет банка состоял из 12 членов и 6 кандидатов. Состав совета избирался общим числом голосов, при этом к голосованию допускались акционеры, владеющие более чем 10 акциями. Совет собирался 1 раз в месяц или чаще. Важной функцией совета было утверждение сметы доходов и расходов банка.

## Преобразование
Московский Народный Банк был объявлен государственной собственностью на основании декрета ВЦИК от 14 декабря 1917 года о национализации банков.
Постановлением Наркомфина от 2 декабря 1918 года была проведена национализация Московского Народного Банка с преобразованием его в особый кооперативный отдел Народного банка РСФСР.
Московский народный банк действовал на территории Дальневосточной республики.
|  |  |  |  |  |  |  |  | 1911 Московский Народный Банк (Москва) |                                      |                                      |                                      |                                      |                                      |  |  |                         |                         |                         |                         |                         |                         |  |  |                                   |                                   |                                   |                                   |                                   |                                   |  |  |  |  |  |  |  |  |  |  |  |  |
|  |  |  |  |  |  |  |  |                                        |                                      |                                      |                                      |                                      |                                      |  |  |                         |                         |                         |                         |                         |                         |  |  |                                   |                                   |                                   |                                   |                                   |                                   |  |  |  |  |  |  |  |  |  |  |  |  |
|  |  |  |  |  |  |  |  | 1915 Moscow Narodny Bank (Лондон)      |                                      |                                      |                                      |                                      |                                      |  |  |                         |                         |                         |                         |                         |                         |  |  |                                   |                                   |                                   |                                   |                                   |                                   |  |  |  |  |  |  |  |  |  |  |  |  |
|  |  |  |  |  |  |  |  |                                        |                                      |                                      |                                      |                                      |                                      |  |  |                         |                         |                         |                         |                         |                         |  |  |                                   |                                   |                                   |                                   |                                   |                                   |  |  |  |  |  |  |  |  |  |  |  |  |
|  |  |  |  |  |  |  |  | 1919 Moscow Narodny Bank Limited       |                                      |                                      |                                      |                                      |                                      |  |  |                         |                         |                         |                         |                         |                         |  |  |                                   |                                   |                                   |                                   |                                   |                                   |  |  |  |  |  |  |  |  |  |  |  |  |
|  |  |  |  |  |  |  |  |                                        |                                      |                                      |                                      |                                      |                                      |  |  |                         |                         |                         |                         |                         |                         |  |  |                                   |                                   |                                   |                                   |                                   |                                   |  |  |  |  |  |  |  |  |  |  |  |  |
|  |  |  |  |  |  |  |  |                                        |                                      |                                      |                                      |                                      |                                      |  |  |                         |                         |                         |                         |                         |                         |  |  |                                   |                                   |                                   |                                   |                                   |                                   |  |  |  |  |  |  |  |  |  |  |  |  |
|  |  |  |  |  |  |  |  | 1995 КБ Моснарбанк ЗАО                 | 1995 КБ Моснарбанк ЗАО               | 1995 КБ Моснарбанк ЗАО               | 1995 КБ Моснарбанк ЗАО               | 1995 КБ Моснарбанк ЗАО               | 1995 КБ Моснарбанк ЗАО               |  |  | 1993 ОАО АКБ Еврофинанс | 1993 ОАО АКБ Еврофинанс | 1993 ОАО АКБ Еврофинанс | 1993 ОАО АКБ Еврофинанс | 1993 ОАО АКБ Еврофинанс | 1993 ОАО АКБ Еврофинанс |  |  |                                   |                                   |                                   |                                   |                                   |                                   |  |  |  |  |  |  |  |  |  |  |  |  |
|  |  |  |  |  |  |  |  | 1995 КБ Моснарбанк ЗАО                 | 1995 КБ Моснарбанк ЗАО               | 1995 КБ Моснарбанк ЗАО               | 1995 КБ Моснарбанк ЗАО               | 1995 КБ Моснарбанк ЗАО               | 1995 КБ Моснарбанк ЗАО               |  |  | 1993 ОАО АКБ Еврофинанс | 1993 ОАО АКБ Еврофинанс | 1993 ОАО АКБ Еврофинанс | 1993 ОАО АКБ Еврофинанс | 1993 ОАО АКБ Еврофинанс | 1993 ОАО АКБ Еврофинанс |  |  |                                   |                                   |                                   |                                   |                                   |                                   |  |  |  |  |  |  |  |  |  |  |  |  |
|  |  |  |  |  |  |  |  |                                        |                                      |                                      |                                      |                                      |                                      |  |  |                         |                         |                         |                         |                         |                         |  |  |                                   |                                   |                                   |                                   |                                   |                                   |  |  |  |  |  |  |  |  |  |  |  |  |
|  |  |  |  |  |  |  |  | 2003 ОАО АКБ «ЕВРОФИНАНС МОСНАРБАНК»   | 2003 ОАО АКБ «ЕВРОФИНАНС МОСНАРБАНК» | 2003 ОАО АКБ «ЕВРОФИНАНС МОСНАРБАНК» | 2003 ОАО АКБ «ЕВРОФИНАНС МОСНАРБАНК» | 2003 ОАО АКБ «ЕВРОФИНАНС МОСНАРБАНК» | 2003 ОАО АКБ «ЕВРОФИНАНС МОСНАРБАНК» |  |  |                         |                         |                         |                         |                         |                         |  |  | 2005 ВТБ Капитал (Великобритания) | 2005 ВТБ Капитал (Великобритания) | 2005 ВТБ Капитал (Великобритания) | 2005 ВТБ Капитал (Великобритания) | 2005 ВТБ Капитал (Великобритания) | 2005 ВТБ Капитал (Великобритания) |  |  |  |  |  |  |  |  |  |  |  |  |

Лондонский филиал 18 октября 1919 года был преобразован в самостоятельный банк Moscow Narodny Bank Limited, действующий в соответствии с английским правом. Начальный капитал составлял 250 тысяч фунтов.
Mowcow narodny bank limited оказывал банковские услуги как советским, так и иностранным организациям. Акционерами банка стали Внешторгбанк, Госбанк, некоторые внешнеторговые объединения Советского Союза.
В 1973 году были открыты отделения в Бейруте и Сингапуре (С 1980 по 1986 год заместителем управляющего Сингапурским отделением, руководившим организацией кредитной работы отделения и развитием его клиентской сети, был Игорь Суворов). Резервы и капитал банка составляли в 1973 году 11 миллионов фунтов.
После распада СССР банк смог адаптироваться к новым экономическим условиям и продолжить свою деятельность. В 1995 году Moscow Narodny Bank Ltd. учредил российский дочерний банк ЗАО КБ «Моснарбанк». К 1997 году основной пакет акций принадлежал Центробанку РФ, остальные акционеры — российские и зарубежные организации.
В 1997 году объём активов банка превышал 1 млрд фунтов стерлингов.
В 2003 году ЗАО КБ «Моснарбанк» был объединен с АКБ «Еврофинанс».
В 2005 году ВТБ выкупил у Банка России контрольный пакет акций Moscow Narodny Bank Ltd. MNB был переименован сначала в VTB Bank Europe Plc., а потом в VTB Capital.

## Художественная ценность акций
В 1912 году эскизы акций Московского Народного Банка разработал Иван Билибин. На каждой акции имеется подпись великого русского художника и иллюстратора (внизу слева буква «И.» и число 19, справа буква «Б.» и число 12).

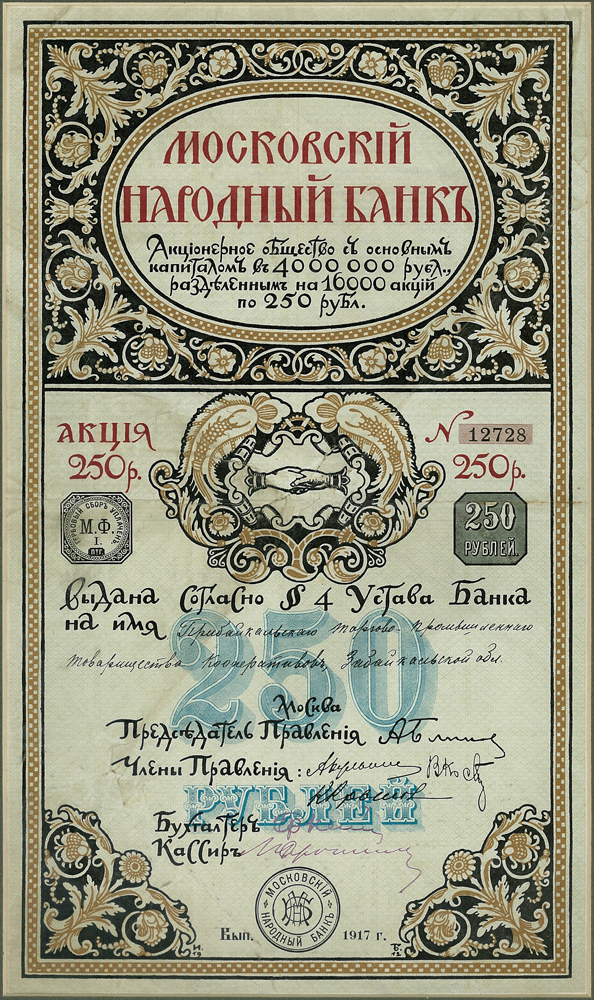
Акция Московского Народного Банка на 250 руб. выпуска 1917 года.
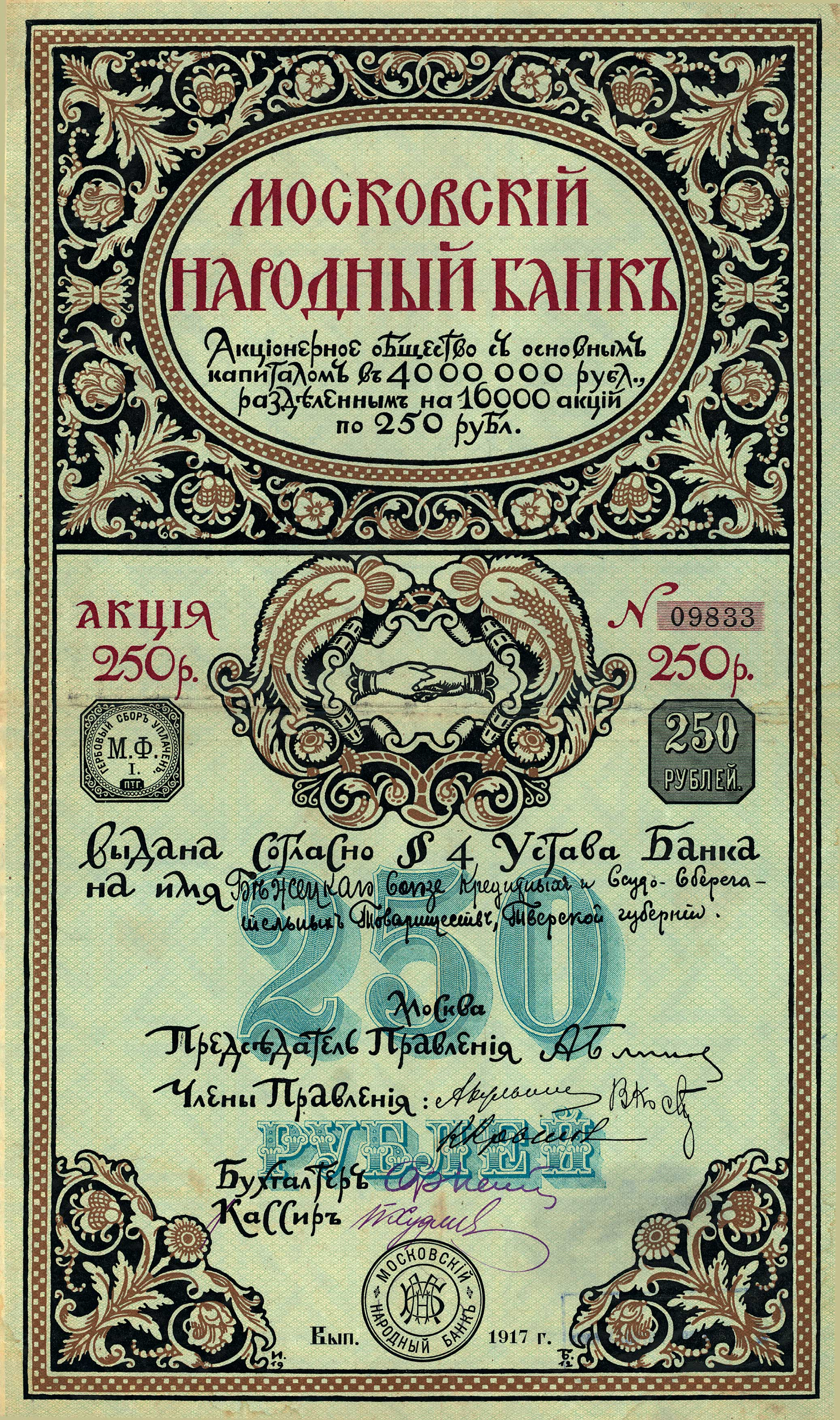
Акция Московского Народного Банка на 250 руб. выпуска 1917 года.
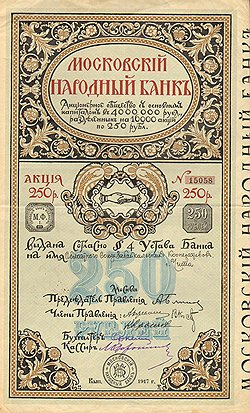
Акция Московского Народного Банка на 250 руб. выпуска 1917 года.
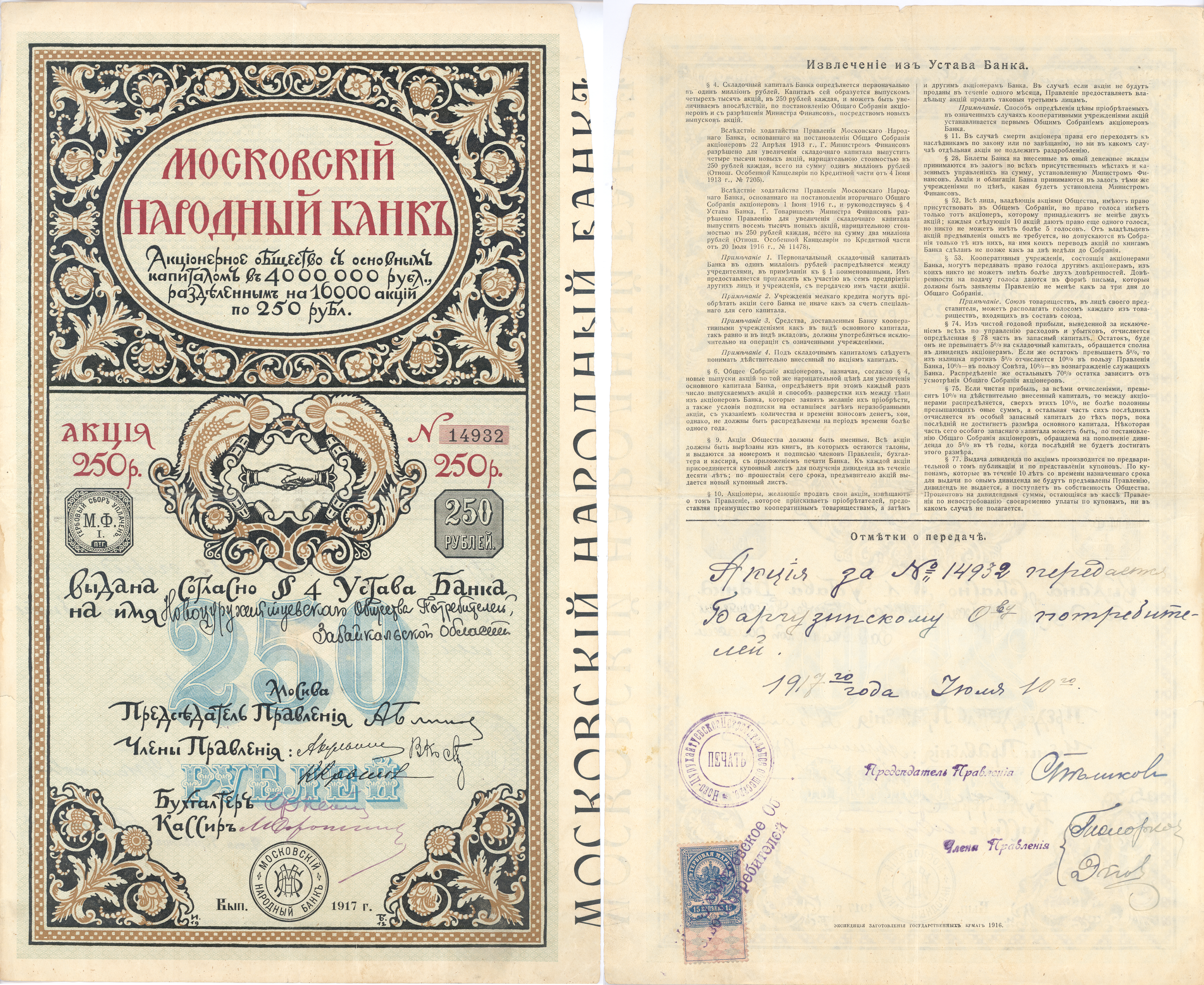
Акция Московского Народного Банка на 250 руб. выпуска 1917 года и оборотная сторона с передаточной надписью.
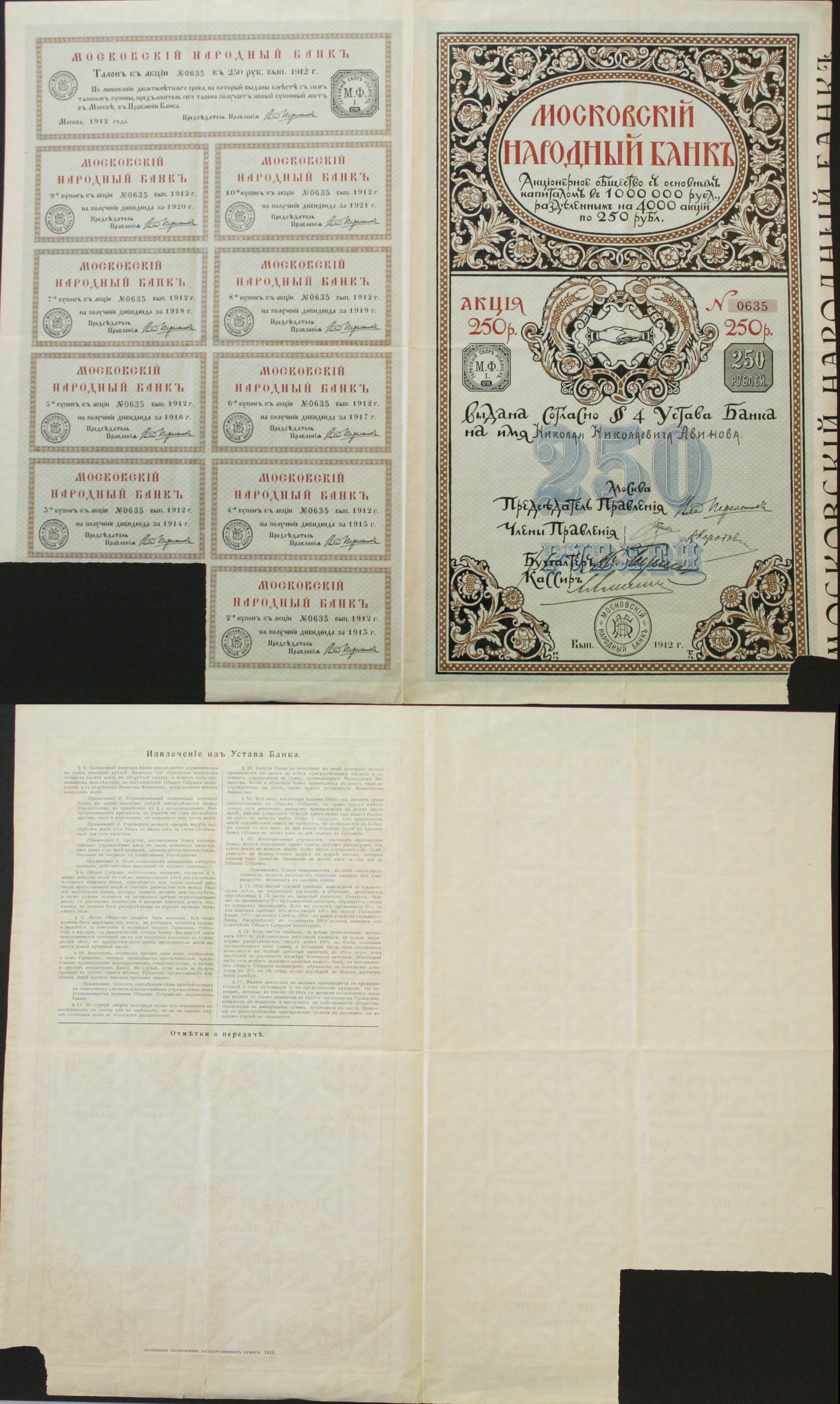
Акция Московского Народного Банка на 250 руб. выпуска 1912 года с частичным сохранением купонного листа.
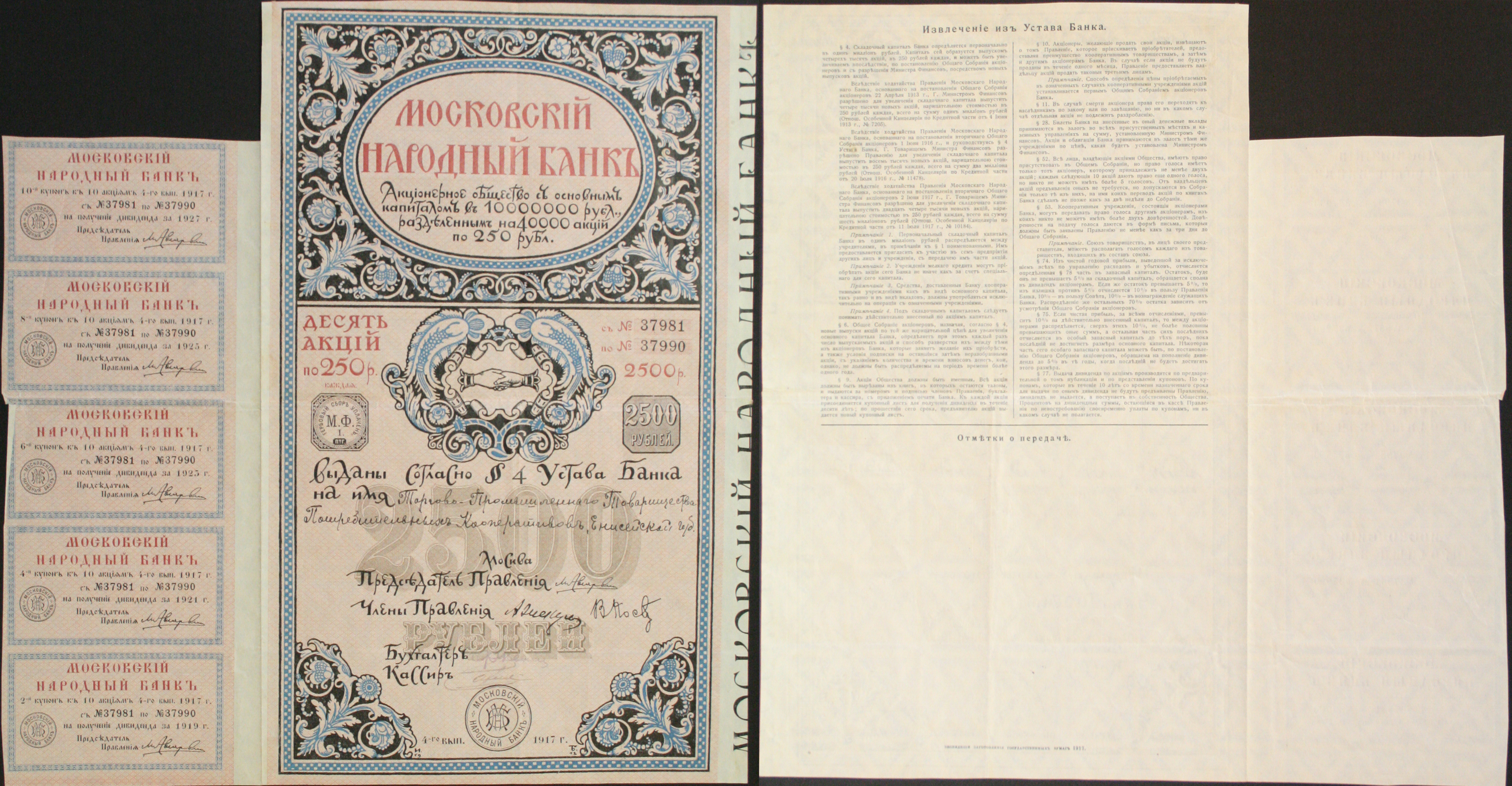
Десять акций Московского Народного Банка на 2500 руб. выпуска 1917 года с частичным сохранением купонного листа.